# Leokadia Róg
Leokadia Róg – polska specjalistka jakości, paliwa, petrografii i klasyfikacji węgla, dr hab. nauk inżynieryjno-technicznych, główny specjalista Głównego Instytutu Górnictwa.

## Życiorys
11 kwietnia 1997 obroniła pracę doktorską Budowa petrograficzna, własności fizyczne, chemiczne i technologiczne frakcji wydzielonych z węgli kamiennych w skali uwęglenia od płomiennych do antracytu, 21 października 2019 habilitowała się na podstawie pracy zatytułowanej Określenie charakterystycznych właściwości petrograficznych i mineralogicznych polskich węgli kamiennych pod kątem ich wykorzystania w czystych technologiach węglowych. 
Została zatrudniona na stanowisku głównego specjalisty w Głównym Instytucie Górnictwa.
Jest członkiem Komitetu Górnictwa PAN.

## Odznaczenia
- Srebrna Krzyż Zasługi (1997)[3]
- Złoty Krzyż Zasługi (2019)[4]